# 鏡山村
鏡山村（かがみやまむら）は滋賀県蒲生郡にあった村。現在の竜王町の東端を除く大半にあたる。

## 地理
- 山岳：鏡山
- 河川：日野川、惣四郎川、祖父川、善光寺川

## 歴史
- 1889年（明治22年）4月1日 - 町村制の施行により、山中村・岡屋村・小口村・薬師村・七里村・鵜川村・橋本村・川上村・弓削村・須恵村・西川村・西横関村・鏡村・山面村の区域をもって発足。
- 1955年（昭和30年）4月29日 - 苗村と合併して竜王町が発足。同日鏡山村廃止。

## 交通

### 道路
現在は旧村域に名神高速道路の竜王インターチェンジが所在するが、当時は未開通。